# 吴罡
吴罡（1917年—2011年4月14日）河北枣强人，中国人民解放军开国少将。

## 生平
1936年加入中国共产党。抗日战争时期，历任中共枣强县委组织部部长、县委书记，中共冀南第五地委委员兼枣强县委书记，中共冀南第二地委组织部部长兼故城县委书记等职，参加过反“扫荡”等。1947年，被选调参军，历任旅政治委员、军分区副政治委员、中共桐柏地委书记兼三分区政治委员、师政治委员等职，先后参加了楚旺、崔桥、安阳、邓县、豫西南剿匪等战役战斗。
中华人民共和国成立后，1950年调入中国人民解放军海军工作，历任中南军区海军政治部主任、干部部部长，海军政治干部学校政治委员、海军指挥学校政治委员、海军政治学校政治委员、海军学院副政治委员等职。后任海军副政治委员兼纪委书记。
吴罡是第六届全国人大代表。1955年被授予大校军衔，1961年晋升为少将军衔，曾获一级解放勋章、一级红星功勋荣誉章。
2011年4月14日，吴罡在北京病逝，享年94岁。